# Целинное сельское муниципальное образование
Цели́нное се́льское муниципа́льное образова́ние — сельское поселение в Целинном районе Калмыкии. Административный центр - посёлок Аршан-Булг.

## География
Находится в центральной части района. Занимаемая площадь составляет 48 684 га, в том числе : земли сельхозназначения — 47 771га (пашня — 12 858 га, пастбища — 33 834 га, сенокосы — 452 га, многолетние насаждения, залежи −627 га).
Граничит:
- на севере с Бага-Чоносовским сельским муниципальным образованием,
- на востоке с Ялмтинским сельским муниципальным образование,
- на юге с Ики-Чоносовским сельским муниципальным образованием,
- на юго-западе с Троицким сельским муниципальным образованием,
- на западе с Найнтахинским сельским муниципальным образованием.

Рельеф местности — пересечённый. Основные балки — Ялмата, Годжур, Омн-Нур и другие. Южной границей СМО частично служит река Сангарцик

## История
Указом Президиума ВС КАССР от 27 ноября 1961 года Целинный поселковый Совет был переименован в Целинный сельский Совет. В 1999 году Целинный сельсовет преобразован в сельское муниципальное образование. Современные границы СМО установлены Законом Республики Калмыкия «Об установлении границ Целинного сельского муниципального образования Республики Калмыкия» от 25 декабря 2002 года № 267-II-З

## Население
| 2002 | 2010 | 2011 | 2012 | 2013 | 2014 | 2015 |
| ---- | ---- | ---- | ---- | ---- | ---- | ---- |
| 541  | ↘532 | ↗543 | ↘540 | ↘526 | ↘518 | ↗527 |
| 2016 | 2017 | 2018 | 2019 | 2020 | 2021 |      |
| ↘510 | ↘506 | ↗508 | ↘496 | ↘473 | ↗483 |      |

Численность населения Целинного СМО на начало 2013 года составляет 501 человек. Динамика численности населения с 2005 по 2013 гг. свидетельствует о его сокращении — на 2,7 % за восемь лет. В течение последних лет численность не стабилизировалась и продолжает снижаться. Главной проблемой демографического характера для Целинного СМО выступает миграционный отток населения. Его объёмы усугубляют естественную убыль.

### Национальный состав
На территории поселения проживают представители 10 национальностей. Преобладают калмыки — свыше 77 % населения. Доля русских составляет 16 %. 5 % населения составляют чеченцы. Доли других народов незначительны.

## Состав сельского поселения
| № | Населённый пункт | Тип населённого пункта          | Население |
| - | ---------------- | ------------------------------- | --------- |
| 1 | Аршан-Булг       | посёлок, административный центр | ↘480      |
| 2 | Майский          | посёлок                         | ↗24       |
| 3 | Могата           | посёлок                         | →1        |
| 4 | Дубравный        | посёлок                         | ↘13       |

## Экономика
Отраслевая структура экономики Целинного СМО имеет моноотраслевой характер. Основная часть территории СМО используется для сельскохозяйственного производства. Основной отраслью сельского хозяйства является животноводство (овцеводство шерстно-мясного направления и мясное скотоводство). Промышленное производство на территории СМО практически отсутствует.
На территории СМО осуществляют хозяйственную деятельность: РГУП «Племенное объединение по восстановлению пастбищного животноводства», 17 крестьянских фермерских хозяйств.